# Домонтович, Алексей Иванович
Алексей Иванович Домонтович (10 марта 1846—1908) — русский военачальник, генерал от кавалерии, командир Персидской казачьей бригады.

## Биография
Родился 10 марта 1846 года. Образование получил во 2-м Московском кадетском корпусе (1863) и в Александровском военном и Михайловском артиллерийском училищах.
В 1864 году выпущен из Алексанровского училища хорунжим в конно-артиллерийскую № 11 батарею Кубанского казачьего войска. В 1872 году Домонтович поступил в Николаевскую академию Генерального штаба, по окончании которой в 1875 году он был произведён в капитаны, переведён в Генеральный штаб и назначен старшим адъютантом штаба 38-й пехотной дивизии.
В конце 1876 года Домонтович был командирован в распоряжение начальника Эриванского отряда, генерал-лейтенанта Тергукасова, с которым и принимал участие в занятии Баязета, Диадина, Сурп-Оганеза и Большой Каракилисы, в сражениях на Драм-Дагских высотах и у Даяра и в движении Эриванского отряда на выручку окруженного неприятелем Баязетского гарнизона, а также в сражениях при Игдыре и у Деве-Бойну. За боевые отличия Домонтович был награждён орденом св. Владимира 4-й степени с мечами и бантом (за Драм-Даг), чином подполковника (за Даяр), орденами св. Станислава 2-й степени с мечами (за Деве-Бойну) и св. Георгия 4-й степени (23 декабря 1878 года)
В воздаяние за отличие, оказанное в деле с Турками 15 Сентября 1877 года, где, исправляя должность Начальника Штаба войск (правого фланга Эриванского отряда), расположенных у селения Хош-Хабар и Чарухчи, видя намерение неприятеля охватить оба фланга нашего отряда, дал весьма полезный совет, вследствие которого неприятель, сам неожиданно атакованный с флангов, стал в беспорядке отступать и понес громадные потери.
Назначенный по окончании войны штаб-офицером для особых поручений при штабе Кавказского военного округа, Домонтович в ноябре 1878 года был командирован в Персию, где по просьбе персидского правительства совершил осмотр местных войск и составил предложения по усовершенствованию вооружённых сил Персии. 7 февраля 1879 года Домонтович подписал контракт с персидским правительством об условиях приглашения на постоянной основе русской военной миссии и об организации Персидской казачьей бригады. Сам Домонтович был назначен начальником миссии и командиром этой бригады. В 1880 году он произведён в полковники и находился в Персии по 1882 год. По результатам своей работы в Персии Домонтович оставил интересные записки «Воспоминание о пребывании первой русской военной миссии в Персии», напечатанные в журнале «Русская старина» (№ 1—4, 1908 год).
В 1885 году Домонтович был назначен начальником штаба Кавказской кавалерийской дивизии, а в 1886 году — командиром 1-го Горско-Моздокского конного полка Терского казачьего войска.
В 1893 году Домонтович был произведён в генерал-майоры и назначен командиром 1-й бригады 1-й Кавказской казачьей дивизии с зачислением по Терскому казачьему войску. В 1894 году назначен командиром 2-й бригады 2-й сводно-казачьей дивизии и в 1898 г. — командующим 1-й Кавказской казачьей дивизии. В 1899 г. зачислен в списки Генерального штаба и получил в командование 2-ю сводную казачью дивизию. В 1900 году был произведён в генерал-лейтенанты, в 1904 г. назначен в распоряжение военного министра, а в 1906 году произведён в генералы от кавалерии, с увольнением по болезни от службы. Умер в 1908 году.